# Leslie Nielsen
Leslie William Nielsen (11. února 1926, Regina – 28. listopadu 2010, Fort Lauderdale) byl původem kanadský a později hlavně americký herec a komik. Během své šest dekád trvající herecké kariéry se objevil ve více než 100 filmech a 150 televizních pořadech, ztvárnil více než 220 postav. 
Původně byl charakterním hercem vážných rolí (např. epizodně v krimiseriálu Columbo), ale proslavil se až v pokročilém věku díky bláznivým parodiím z dílny skupiny ZAZ, nejprve Připoutejte se, prosím! a pak zejména série Bláznivá střela, kde měl hlavní roli detektiva Franka Drebina. Nielsen se stal mistrem tzv. deadpan humoru, kdy s kamennou tváří pronáší naprosté absurdity a nedává najevo, že by něco mělo být k smíchu.
Do konce života a kariéry pak hrál v řadě dalších potrhlých parodií, např. Drákuloviny, Agent WC 40, Scary Movie apod.
Byl čtyřikrát ženatý, se svou poslední ženou Barbaree Earlovou žil až do své smrti.

## Filmografie
| Rok  | Film                                                | Role                             | Poznámka                    |
| ---- | --------------------------------------------------- | -------------------------------- | --------------------------- |
| 2009 | Spanish Movie                                       | doktor                           |                             |
| 2009 | Stan Helsing                                        | Kay                              |                             |
| 2008 | Suprhrdina (Superhero Movie)                        | strýc Albert                     |                             |
| 2006 | Scary Movie 4                                       | prezident Harris                 |                             |
| 2003 | Scary Movie 3                                       | prezident Harris                 |                             |
| 2002 | Vometáci                                            | Gordon Cutter                    |                             |
| 2001 | Kevin ze severu                                     | Clive Thornton                   |                             |
| 2001 | Kamufláž                                            | Jack Potter                      |                             |
| 2000 | 2001: Vesmírná prda                                 | Marshal Richard „Dick“ Dix       |                             |
| 1998 | Utopenec na útěku                                   | Ryan Harrison                    |                             |
| 1997 | Pan Magor                                           | pan Magor                        |                             |
| 1996 | Agent WC 40                                         | agent WC 40 Dick Steele          |                             |
| 1995 | Drákuloviny                                         | upíří hrabě Drákula              |                             |
| 1994 | Bláznivá střela 33 1/3: Poslední trapas             | Frank Drebin                     |                             |
| 1993 | Bláznivé dědictví                                   | generál Či                       |                             |
| 1991 | Bláznivá střela: Vůně strachu                       | Frank Drebin                     |                             |
| 1991 | Šťastné a veselé                                    | Santa Claus                      | rodinný film                |
| 1991 | Šance pro život                                     | Lloyd Dixon                      |                             |
| 1988 | Bláznivá střela                                     | Frank Drebin                     | první hlavní role           |
| 1986 | To je vražda, napsala (Zlato mrtvých)               | David Everett                    | epizoda TV seriálu          |
| 1985 | To je vražda, napsala (Má láska je za velkou louží) | kapitán Daniels                  | epizoda TV seriálu          |
| 1982 | Creepshow                                           | Richard Vickers                  |                             |
| 1980 | Hra na vraha                                        | Hammond                          |                             |
| 1980 | Připoutejte se, prosím!                             | Dr. Rumack                       |                             |
| 1979 | Hořící město                                        | major William Dudley             |                             |
| 1975 | Columbo (Krize identity)                            | Geronimo / A. J. Henderson       | epizoda televizního seriálu |
| 1972 | M*A*S*H                                             | plukovník Buzz Brighton          | televizní seriál            |
| 1972 | Dobrodružství Poseidonu                             | kapitán Harrison                 |                             |
| 1971 | Columbo (Její příležitost)                          | Peter Hamilton                   | epizoda televizního seriálu |
| 1966 | Pevnost mrtvých                                     | De Ruse                          |                             |
| 1958 | Ovčák                                               | Stephen Bedford / Johnny Bledsoe |                             |
| 1958 | Zakázaná planeta                                    | Commander John J. Adams          | vysokorozpočtové Sci-Fi     |
| 1956 | Výkupné (Ransom!)                                   | Charlie Telfer                   | filmový debut               |